# Burkina Faso ai Giochi della XXIX Olimpiade
Il Burkina Faso ha partecipato ai Giochi della XXIX Olimpiade che si sono svolti a Pechino dall'8 al 24 agosto 2008 non riuscendo però a vincere nessuna medaglia.

## Atletica leggera
| Idrissa Sanou   | 100 m          | 10"63 | 56 | Non ha proseguito | Non ha proseguito | Non ha proseguito | Non ha proseguito | Non ha proseguito | Non ha proseguito |
| Aïssata Soulama | 400 m ostacoli | 56"37 | 16 | 55"69             | 11                | Non ha proseguito | Non ha proseguito |                   |                   |

## Judo
Maschile
| Hanatou Ouelgo | −48 kg | Nurgazina P (0000-1001) | Non ha proseguito | Non ha proseguito | Non ha proseguito | Non ha proseguito | Non ha proseguito | Non ha proseguito | Non ha proseguito | Non ha proseguito |

## Nuoto
| Atleta            | Evento            | Batteria | Batteria   | Semifinale        | Semifinale        | Finale            | Finale            |
| Atleta            | Evento            | Tempo    | Classifica | Tempo             | Classifica        | Tempo             | Classifica        |
| ----------------- | ----------------- | -------- | ---------- | ----------------- | ----------------- | ----------------- | ----------------- |
| Elisabeth Nikiema | 50 m stile libero | 34"98    | 85         | Non ha proseguito | Non ha proseguito | Non ha proseguito | Non ha proseguito |
| Rene Yougbare     | 50 m stile libero | 30"08    | 92         | Non ha proseguito | Non ha proseguito | Non ha proseguito | Non ha proseguito |

## Scherma
| Julien Ouedraogo | Spada Individuale | Lopez P (6-15) | Non ha proseguito | Non ha proseguito | Non ha proseguito | Non ha proseguito | Non ha proseguito | Non ha proseguito | Non ha proseguito | Non ha proseguito |